# Compleanno (Chagall)
Compleanno è un dipinto (81x100 cm) realizzato nel 1915 dal pittore Marc Chagall, con la tecnica a olio su cartone. È conservato nel Museum of Modern Art di New York.

## Descrizione
L'opera fa parte della serie di dipinti che inneggiano l'amore dell'artista per la prima moglie. 
Bella, nel suo libro, racconta che, mentre decorava la stanza con dei fiori per il compleanno del marito, Chagall le chiese di fermarsi perché voleva ritrarla. 
L'immagine è caratterizzata dai due sposi sospesi nell'aria e l'artista che, per baciare la moglie, assume un'angolazione impossibile. Chagall dipinge minuziosamente ogni cosa, ad indicare che quando è con la moglie Bella ogni cosa della realtà è perfetta e sembra che lei possa portargli la felicità.